# Moisjezonmångfald
Inom matematiken är en Moisjezonmångfald M en kompakt komplex mångfald så att transcendensgraden av kroppen av meromorfa funktioner av varje komponent M är lika med komplexa dimensionen av komponenten:
{\displaystyle \dim _{\mathbf {C} }M=a(M)=\operatorname {tr.deg.} _{\mathbf {C} }\mathbf {C} (M).}
Komplexa algebraiska varieteter har denna egenskap, men omvändningen gäller inte alltid: Hironakas exempel ger en slät 3-dimensionell Moisjezonmångfald som varken är en algebraisk varietet eller ett schema. Moishezon (1966, Chapter I, Theorem 11) bevisade att en Moisjezonmångfald är en projektiv algebraisk varietet om och bara om den har en Kählermetrik. 